# Comuna Mizeakiv, Kalînivka
Mizeakiv (în ucraineană Мізяків) este o comună în raionul Kalînivka, regiunea Vinnița, Ucraina, formată din satele Mizeakiv (reședința), Mizeakivska Slobidka și Pavlenkî.

## Demografie
Componența lingvistică a satului Mizeakiv
     Ucraineană (98,72%)
     Rusă (1,19%)
Conform recensământului din 2001, majoritatea populației satului Mizeakiv era vorbitoare de ucraineană (98,72%), existând în minoritate și vorbitori de rusă (1,19%).